# Archaeogastropoda
Archaeogastropoda è un ordine di molluschi gasteropodi.

## Tassonomia
Famiglie:
- Addisoniidae Dall, 1882
- Calliostomatidae
- Haliotididae Rafinesque, 1815
- Orbitestellidae Iredale, 1917
- Phasianellidae Swainson, 1840
- Pleurotomariidae Swainson, 1840
- Pseudococculinidae
- Scissurellidae Gray, 1847
- Seguenziidae
- Skeneidae Clark, 1851
- Titiscaniidae Bergh, 1890
- Trochaclididae
- Trochidae Rafinesque, 1815
- Turbinidae Rafinesque, 1815

Superfamiglie:
- Cocculinoidea
- Fissurelloidea
- Helicinoidea
- Hydrocenoidea
- Lepetelloidea
- Lepetodriloidea
- Neomphaloidea
- Neritoidea
- Patelloidea
- Pleurotomarioidea Swainson, 1840
- Seguenzioidea
- Trochacea